# Warblino
Warblino (deutsch Warbelin, slowinzisch Vãrblänɵ) ist ein Dorf in der Gemeinde Główczyce (Glowitz)  im Powiat Słupski (Kreis Stolp) der polnischen Woiwodschaft Pommern.

## Geographische Lage
Warblino liegt in Hinterpommern, etwa 28 Kilometer nordöstlich der  Stadt Słupsk (Stolp) und vier  Kilometer südöstlich des Kirchdorfs Główczyce (Glowitz).

## Geschichte
In alten Urkunden heißt das ehemalige Gutsdorf 1461 Varbelyn und 1509 Verbelin. Wie auch Zipkow, Dochow und Großendorf gehörte Warbelin früher zum Lehensbesitz der Familie Stojentin. Um 1700 kam die Familie Podewils in den Besitz von Warbelin. Das Gut Warbelin war seinerzeit ein Teil des umfangreichen Güterkonglomerats Rumbske. Durch den Teilungsvergleich von 1731 wurde  der spätere Etatsminister Friedrichs des Großen, Otto Christoph von Podewils (1719–1781), Besitzer von Zipkow, Großendorf und Warbelin. Um das Jahr 1784 gab es in Warbelin ein Vorwerk, fünf Bauern, zwei Kossäten, eine Korn- und Schneidemühle und insgesamt 14 Haushaltungen.  Besitzer des Guts zu diesem Zeitpunkt war Friedrich Heinrich Graf von Podewils (1746–1804). Zur damaligen Zeit wurde in dem Dorf noch überwiegend kaschubisch gesprochen. 1797 saß ein Angehöriger der Familie Mitzlaff auf Warbelin. Anschließend gehörte das Gut einem Angehörigen der Familie Blankensee. Vor 1823 hatte das Gut 101 Einwohner, und bei der Mühle lebten neun Personen.  Um 1843 befanden sich die Güter Warbelin und Zipkow im Besitz einer Frau von Blankensee. Im Jahr 1854 wurde das Gut für 51.000 Taler an einen Herrn Bochert veräußert. Vor 1867 befand sich die Warbeliner Mühle im Besitz des Müllermeisters Ferdinand Carl Raddatz. Im  Jahr 1938  war Kurt Lüpke der Eigentümer des Guts Warbelin.
Im Jahr 1925 standen in Warbelin 30 Wohngebäude. Im Jahr 1939 lebten in Warbelin 272 Einwohner, die auf 55 Haushaltungen verteilt waren.
Vor 1945 gehörte Warbelin zum Amtsbezirk  Großendorf des  Landkreises Stolp im Regierungsbezirk Köslin der Provinz Pommern.  Die Gemeindefläche war 543 Hektar groß. Das Dorf Warbelin war der einzige Wohnort in der Gemeinde Warbelin. Das Gut hatte zuletzt eine Größe von 203 Hektar, wovon 140 Hektar Ackerland waren. Außer dem Gut gab es in der Gemeinde Warbelin 32 weitere landwirtschaftliche Betriebe. Im Dorf befand sich ein Gasthof.
Gegen Ende des Zweiten Weltkrieges wurde Warbelin am 9. März 1945 kampflos von der Roten Armee besetzt. Zu diesem Zeitpunkt befanden sich im Dorf Flüchtlingstrecks aus Ostpreußen und Westpreußen. Es gab zahlreiche Übergriffe seitens der sowjetischen Truppen gegenüber Zivilisten. Ein Dorfbewohner wurde einen Tag nach dem Einmarsch von einem Russen erschossen, viele Männer wurden verschleppt. Ehemalige polnische Kriegsgefangene richteten bereits im April 1945 im Dorf eine polnische Verwaltungsstelle ein. Die Polen besetzten die Höfe, Grundstücke und Wohnungen. Polnische Miliz führte in der Folgezeit die Vertreibung der Dorfbewohner durch. Am 4. September erfolgte eine Deportation von 68 Personen in Richtung Westen. Nach und nach wurde dann die gesamte Dorfbevölkerung von den Polen vertrieben. Warbelin wurde in Warblino umbenannt.
Später wurden in der Bundesrepublik Deutschland 106 und in der DDR 87 aus Warbelin vertriebene Dorfbewohner ermittelt.
In dem Dorf Warblino leben heute etwa 170 Einwohner.

### Schule
Vor 1945 verfügte Warbelin über eine eigene Volksschule. Im Jahr 1932 war diese Schule einstufig; ein einzelner Lehrer unterrichtete hier zu diesem Zeitpunkt 61 Schulkinder.

### Kirche
Die vor 1945 anwesenden Dorfbewohner waren evangelisch. Warbelin gehörte zum Kirchspiel Glowitz und damit zum Kirchenkreis Stolp-Altstadt.

## Verkehr
Etwa drei Kilometer nördlich  des Dorfs verläuft die Wojewodschaftsstraße 213 Słupsk – Krokowa
(Stolp –  Krockow), die über das östliche Hinterpommern nach Westpreußen führt.